# Тувинская горнорудная компания
Тувинская горнорудная компания (ТГРК) — российская угольная компания, ведущая добычу на крупнейшем угольном разрезе Тувы - «Каа-Хемский».
Крупнейший местный налогоплательщик (2011). Включена в Список системообразующих организаций и предприятий Республики Тыва.
Совокупные запасы компании - 330 млн тонн угля (2012), добыча - 900 тыс. тонн в год (2011).

## Сведения о компании, собственники
Полное наименование: Общество с ограниченной ответственностью «Тувинская горнорудная компания», сокращенное - ООО ТГРК. Зарегистрирована в п.г.т. Каа-Хем, Тува.
На начало 2013 года ТГРК на 100% контролировалась через кипрский оффшор Vukelich Ltd компанией En+ Coal, которая была создана в 2008 году для управления проектами компании En+ Group бизнесмена Олега Дерипаски в угольном бизнесе.

## Деятельность компании
В ноябре 2009 г. ООО ТГРК приобрело у Росимущества за более чем 400 млн. руб. 100% акций ОАО «Разрез Каа-Хемский» включающее Каа-Хемский (самое крупное месторождение угля в Туве) и Чаданский угольные разрезы в Туве.
Балансовые запасы коксующегося угля на разрезах составляли более 80 млн тонн.
По итогам 2010 года компания добыла 763 тыс. т угля., в 2011-м почти 900 тыс. тонн.
В 2011 году ТГРК, будучи крупнейшим местным налогоплательщиком, заплатила в бюджеты всех уровней 192 млн рублей.
Основными потребителями угля являются ОАО "Кызылская ТЭЦ", ГУП РТ "Улуг-Хем-тепло", ГУП РТ "Хову-Аксы-тепло", ГУП РТ "Шагонар-тепло", ГУП РТ "Прогресс-тепло" - предприятия внутреннего тувинского рынка потребления, им отгружается основная доля добываемого угля. Лишь четверть – составляют потребители внешнего рынка – металлургические предприятия России. В 2012 году компания заключила первый международный контракт — с южнокорейской POSCO.
С 2009 по 2012 год в модернизацию компании было вложено 600 млн рублей: было закуплено девять 55-тонных БелАЗов, два экскаватора Komatsu, три тяжелых бульдозера, автогрейдер, буровой гидравлический станок шведского производства и ряд другой вспомогательной техники.
В 2012 году ТГРК выиграла конкурс за 644 млн руб. на получение лицензии на разработку еще трех участков на Каа-Хемском месторождении. В результате совокупные запасы компании увеличились более чем втрое, до 330 млн тонн угля (марок „ГЖ“ (коксующийся) и „Г“ (энергетический)).

## Перспективы, проблемы
В 2013–2014 годах компания сможет выйти на рекордные показатели по добыче — миллион тонн, и за пару лет дойти и до семи миллионов тонн.
Однако дальнейшее развитие невозможно из-за отсутствии железной дороги — уголь приходится не только грузить с забоя на самосвалы, но и возить грузовиками до Минусинска (200-400 км). В Туве нет специализированных ремонтных и сервисных центров для грузового транспорта и горной техники, отсутствуют специалисты.
При строительстве железной дороги, планы ТГРК — нарастить добычу угля до 10 млн тонн в ближайшие семь-восемь лет, увеличив добычу на разрезах до 2 млн тонн и построив на Каа-Хеме шахту на 38 млн тонн угля в год, а также обогатительную фабрику. Предварительно инвестиции оцениваются в 350 млрд рублей, срок окупаемости — пять суток.